# 科斯泰什蒂鄉 (布澤烏縣)
45°3′N 26°46′E / 45.050°N 26.767°E
科斯泰什蒂鄉（羅馬尼亞語：Comuna Costești, Buzău），是羅馬尼亞的鄉份，位於該國東南部，由布澤烏縣負責管轄，面積53平方公里，海拔高度82米，2007年人口4,698，人口密度每平方公里89人。